# Aulacoscelis costaricensis
Aulacoscelis costaricensis is een keversoort uit de familie schijnhaantjes (Orsodacnidae). De wetenschappelijke naam van de soort werd in 1950 gepubliceerd door Jan Bechyné.